# Celosia tonjesii
Celosia tonjesii är en amarantväxtart som beskrevs av Schinz. Celosia tonjesii ingår i släktet celosior, och familjen amarantväxter. Inga underarter finns listade i Catalogue of Life.